# Roques, Haute-Garonne

Roques este o comună în departamentul Haute-Garonne din sudul Franței. În 2009 avea o populație de 3.646 de locuitori.

## Evoluția populației
| An        | 1975  | 1982  | 1990  | 1999  | 2006  | 2009  |
| --------- | ----- | ----- | ----- | ----- | ----- | ----- |
| Populație | 1.302 | 2.151 | 2.662 | 2.988 | 3.696 | 3.646 |